# Aeroportul Regional Digby/Annapolis
Aeroportul Regional Digby/Annapolis (IATA: YDG, ICAO: CYID) este un aeroport din Municipality of the District of Digby⁠(d), Digby County⁠(d), Noua Scoție, Canada.
Situat la o altitudine de 152 m, aeroportul dispune de o singură pistă.